# Dionisio Mantuano

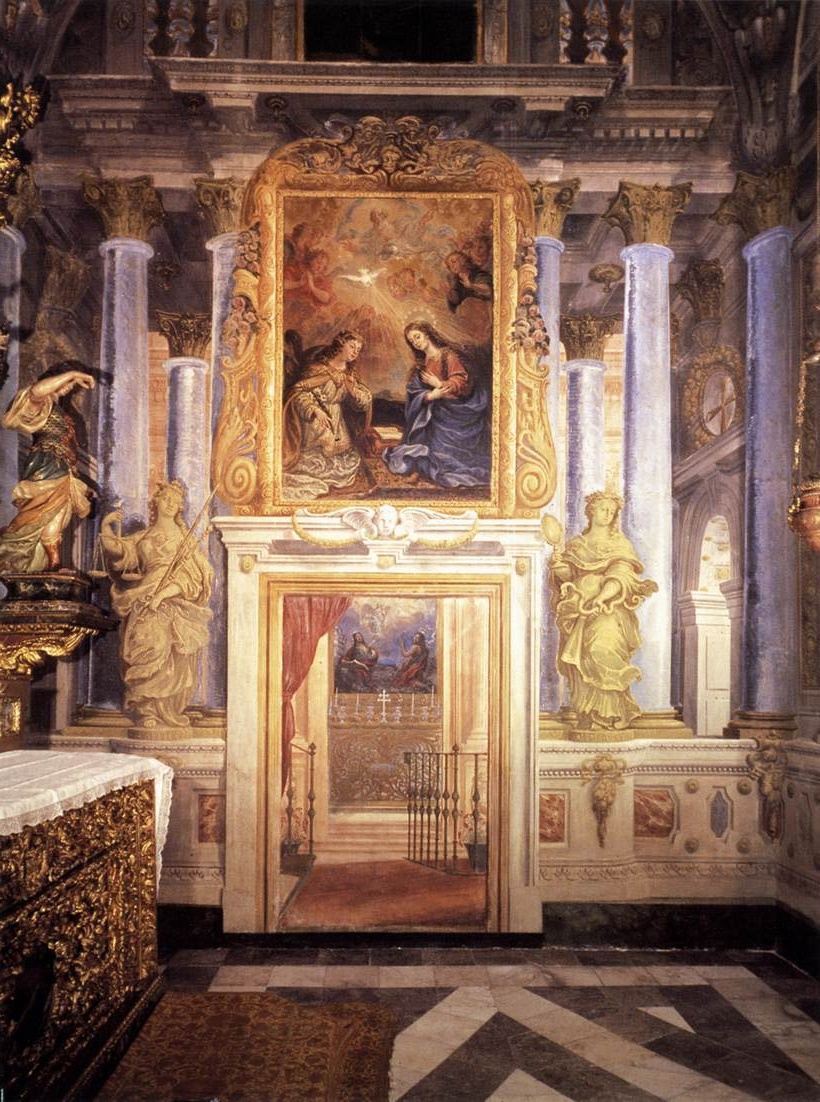
La chapelle du Miracle (capilla del Milagro), monastère des Déchaussées royales, Madrid. Peinture murale réalisée avec Francisco Rizi.

Dionisio Mantuano, né vers 1622 à Castelfranco Emilia et mort 1683 à Madrid, est un peintre et architecte.

## Biographie
Dionisio Mantuano naît à Bologne vers 1624.
Il passe quelque temps à Gênes et en 1656 se rend en Espagne, où il travaille au théâtre Buen Retiro ; avec Benavides au palais des Marqués de los Valbases ; avec Rica et Carreno à la cathédrale de Tolède, et sur un plafond de la galerie des Dames de l'Alcazar à Madrid.
Il meurt en 1683 à Madrid à l'âge de 60 ans.